# Son of Zorn
Son of Zorn ist eine US-amerikanische Comedy-Serie. Sie ist eine Mischung aus Real-Serie und Animationsserie. Die Serie wurde nach einer Staffel eingestellt.
Eine deutschsprachige Erstausstrahlung soll ab 1. April 2018 beim Bezahlsender ProSieben FUN erfolgen.

## Inhalt
Die Serie handelt von Zorn, einem Barbarenkrieger von der fiktiven südpazifischen Insel Zephyria, der nach Orange County in Kalifornien zieht, um sich mit seiner Ex-Frau und seinem Sohn Alan zu versöhnen.

## Besetzung und Synchronisation
Die deutschsprachige Synchronisation entstand durch die EuroSync GmbH, Berlin unter Dialogregie von Tobias Meister
- Cheryl Hines als Edie Bennett
- Johnny Pemberton als Alangulon/Alan Bennett
- Tim Meadows als Craig Ross
- Artemis Pebdani als Linda Orvend
- Jason Sudeikis als Originalstimme von Zorn